# East Putney (Metropolitano de Londres)
East Putney é uma estação do Metrô de Londres em Putney, no borough londrino de Wandsworth. Fica no ramal Wimbledon da linha District, entre Putney Bridge e Southfields, e está na fronteira entre as zonas 2 e 3 do Travelcard. A entrada da estação fica na Upper Richmond Road (A205).

## História
A estação foi inaugurada pela District Railway (DR, agora linha District) em 3 de junho de 1889 como parte de uma extensão da estação Putney Bridge para Wimbledon. A extensão foi construída pela London and South Western Railway (LSWR), que a partir de 1 de julho de 1889 operou seus próprios trens ao longo da linha por meio de trilhos de conexão de sua linha Waterloo a Reading em Point Pleasant Junction, a oeste da estação Wandsworth (agora Wandsworth Town), para East Putney.
O trecho da linha District de Putney Bridge a Wimbledon foi a última parte da linha a ser convertida de operação a vapor para elétrica. Os trens elétricos começaram a circular em 27 de agosto de 1905.
Os serviços regulares de passageiros entre Waterloo e Wimbledon através de East Putney foram encerrados pela Southern Railway (sucessora do LSWR) em 4 de maio de 1941, embora a linha tenha permanecido na propriedade da British Rail até 1 de abril de 1994, quando foi vendida ao Metrô de Londres pela quantia nominal de £1. Até a venda, a estação era denominada estação ferroviária britânica. A rota de Wandsworth Town a Wimbledon, incluindo a conexão entre Point Pleasant Junction e East Putney (em grande parte reduzida para via única em 1990), ainda é usada pela South Western Railway para movimentos de estoque vazio e desvios ocasionais de trens de serviço, também como três serviços diários de SWR que circulam de e para Waterloo através da rota nas primeiras horas da manhã (para manter o conhecimento da rota pelas tripulações dos trens) sem parar em East Putney. Há movimentos muito raros de trens de engenharia da Network Rail e movimentos de motores leves através da estação também.

## Disposição da estação

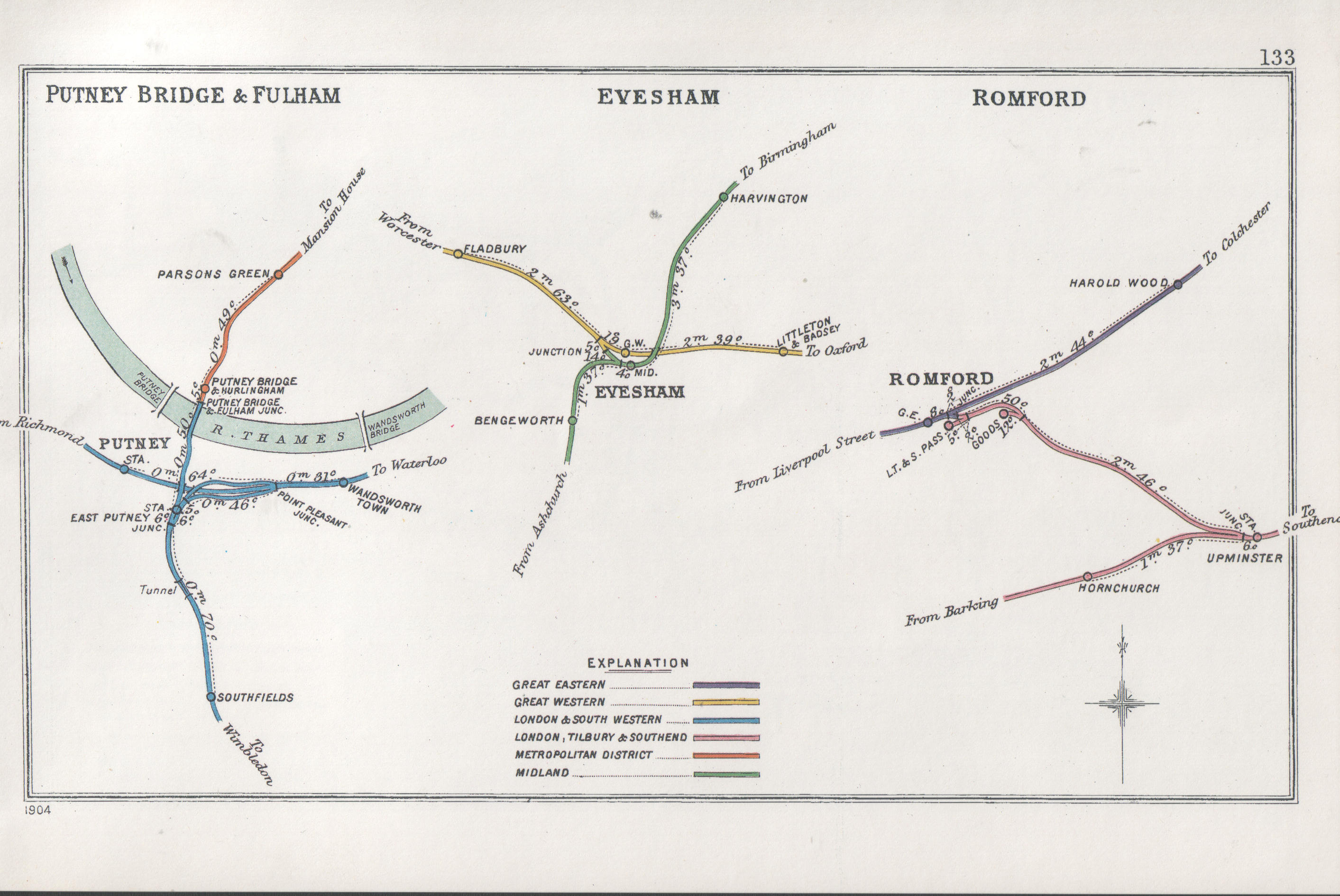
Um diagrama de junção da Railway Clearing House de 1914 mostrando (à esquerda) as linhas ao redor da estação East Putney.

A junção entre a linha District e a ligação à linha Waterloo – Reading fica imediatamente a sul da estação, com os trilhos da linha District no lado oeste da estação e os trilhos da ligação no lado leste. A estação é assim disposta da seguinte forma, de oeste para leste: uma plataforma lateral para trens da linha District no sentido norte, uma plataforma central em forma de Y para trens da linha District no sentido sul e trens da linha principal no sentido leste, e uma plataforma lateral para trens da linha principal no sentido oeste. A entrada da estação e os edifícios ao nível da rua ficam entre os dois braços da plataforma central.
A plataforma lateral para os trens da linha principal no sentido oeste está fora de uso desde que os serviços regulares entre Waterloo e Wimbledon através da estação foram encerrados em 1941, e está coberta de vegetação, enquanto uma barreira isola o braço direito da plataforma central, anteriormente usada pelos trens da linha principal no sentido leste de linha. O resto do lado oriental da plataforma central permanece em condições de funcionamento e, embora não seja servido por trens regulares, é muito ocasionalmente usado para terminar serviços de Wimbledon em conexão com obras de engenharia.
A estação tem quatro escadas, duas até à plataforma central e uma até cada plataforma lateral, embora aquela que vai até à plataforma lateral abandonada para os trens da linha principal no sentido oeste não seja acessível ao público.
A conexão com a linha Waterloo-Reading era originalmente de via dupla, com a linha leste divergindo da linha oeste a nordeste de East Putney para cruzar a linha Waterloo-Reading em um viaduto, correndo então paralelamente à linha antes de se juntar a ela em Point Pleasant Junction. Em 1990, esta via foi elevada entre o ponto de divergência e Point Pleasant Junction, e o deck sobre a linha Waterloo – Reading foi removido, embora os pilares centrais e os pilares do viaduto permaneçam intactos. A pista no sentido oeste agora é bidirecional entre Point Pleasant Junction e o antigo ponto de divergência. A South Western Railway continua a usar a conexão para movimentos de estoque vazio e desvios ocasionais de serviço de trem.

## Serviços
O serviço fora de pico típico de segunda a sexta-feira nesta estação em trens por hora (tph) é o seguinte:
- 6 tph em direção ao sul para Wimbledon
- 6 tph em direção ao norte até Tower Hill, dos quais 3 continuam até Barking

## Conexões
As rotas 37 e 337 dos ônibus de Londres atendem a estação.

## Planos anteriores
East Putney foi uma parada proposta na Linha Chelsea-Hackney (agora Crossrail 2). Previa-se que o serviço da linha District da estação fosse substituído pela nova linha.

## Galeria

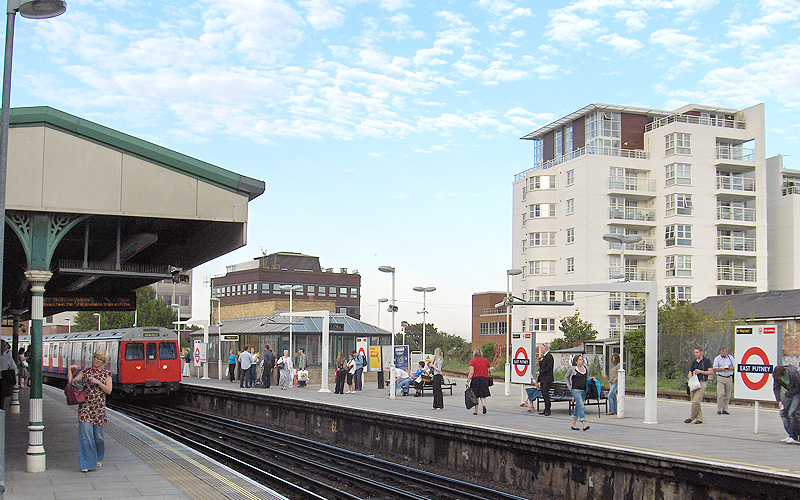
As plataformas na estação East Putney em setembro de 2006, com um trem da linha District em direção ao sul chegando à esquerda.
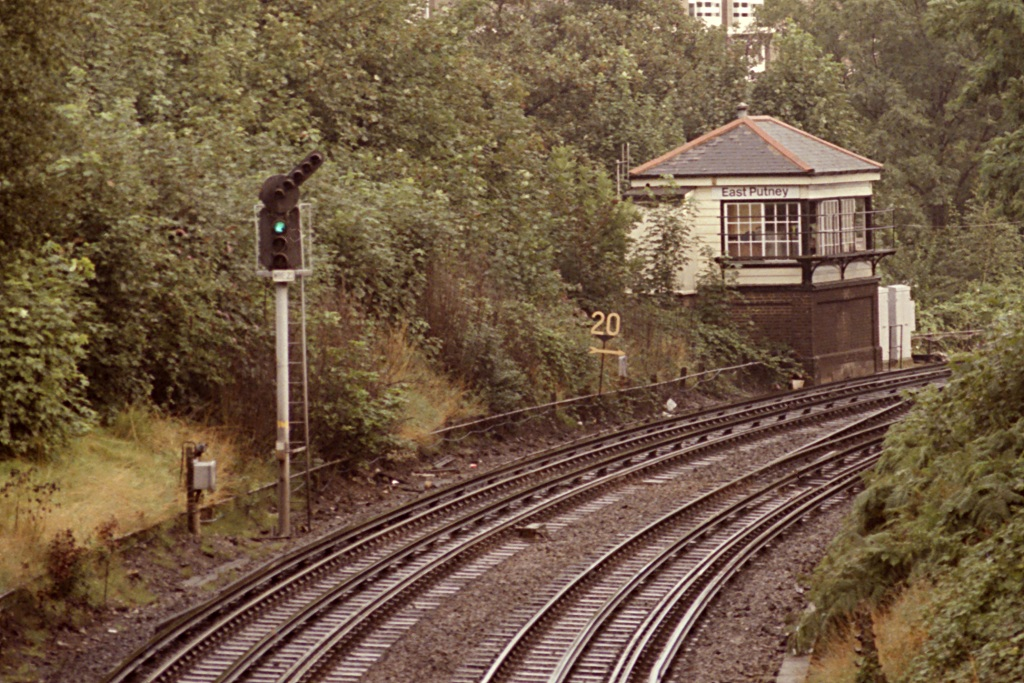
A caixa de sinalização que anteriormente controlava a particular de East Putney, vista em 1987. A caixa foi fechada em 1991 e posteriormente demolida.